# Antriebsachse
Als Antriebsachse wird bei einem Fahrzeug oder einer anderen Maschine die Achse bezeichnet, an der die Kraft vom Motor über Antriebswelle(n), oder bei der Elektromobilität zunehmend auch direkt mittels Radnaben- oder Felgenmotoren, auf die Räder übertragen wird.
Bei Schienenfahrzeugen spricht man auch von einer Treib- oder Kuppelachse.